# Peter R. Steiner
Peter Robert Steiner (* 26. März 1955 in Innsbruck) ist ein österreichischer Jurist und Honorarprofessor für Medizinrecht an der Privaten Universität für Gesundheitswissenschaften, Medizinische Informatik und Technik (UMIT) in Hall i.T.

## Leben
Peter Steiner absolvierte in Innsbruck die Handelsakademie und studierte nach Ableistung seines Militärdienstes an der Leopold-Franzens-Universität Innsbruck Sozial- und Wirtschaftswissenschaften (Fachrichtung Betriebswirtschaft), Geisteswissenschaften (Geschichte und Kunstgeschichte) sowie Rechtswissenschaften.
Nach Tätigkeiten im Revisions- und Treuhandwesen wechselte er als Referent für Raumordnungfragen in das Sekretariat des Landeshauptmannes von Tirol und später in die neu gegründete TILAK – Tiroler Landes-Krankenanstalten GmbH, wo er als Revisionsleiter, Bereichsdirektor für Medizinische Organisation und Administration sowie als Vorstand der Abteilung Betriebsorganisation und Recht tätig war; 1998–2003 fungierte er zudem als Geschäftsführer einer TILAK-Tochtergesellschaft und 2005–2008 als Gesamtprokurist und Mitglied der TILAK-Geschäftsleitung; 2003 bis zu seiner Pensionierung 2020 bekleidete Steiner die Position des Kaufmännischen Direktors am A.ö. LKH (Univ.-Kliniken) Innsbruck A.ö. Landeskrankenhaus (Universitätskliniken) Innsbruck. Seit 2020 ist er in einer Innsbrucker Rechtsanwaltskanzlei tätig.
Steiner ist Autor und Co-Autor diverser Fachartikel und wissenschaftlicher Aufsätze sowie von Buchbeiträgen und Büchern mit Themenschwerpunkt im Medizin- und Krankenanstaltenrecht. 2003 wurde er an der UMIT Privaten Universität für Gesundheitswissenschaften, Medizinische Informatik und Technik zum Honorarprofessor für Medizinrecht bestellt. 2002–2004 war er Mitglied der Fondskommission des Privatkrankenanstalten-Finanzierungsfonds (PRIKRAF) und 2006–2016 Ersatzmitglied der Qualitätskontrollbehörde für Abschlussprüfer und Prüfungsgesellschaften (QKB) im BMWFW.

## Auszeichnungen
- Wehrdienstmedaille Bronze (31. März 1976)
- Österreichische Olympia-Medaille für Verdienste um die Vorbereitung und Durchführung der XII. Olympischen Winterspiele Innsbruck 1976 (20. Jänner 1978)
- Großes Ehrenzeichen für Verdienste um die Republik Österreich (23. April 2008)

## Publikationen (Auszug)
- Peter Steiner (Bearb.): KODEX Krankenanstaltengesetze, hrsg. v. W. Doralt 18. Auflage. ORAC Wien 2025, ISBN 978-3-7007-8632-0.
- Thomas E. Walzel v. Wiesentreu, Peter Steiner: Zur Anerkennung als Ausbildungsstätte für die Ärzteausbildung gem §§ 9f ÄrzteG 1998, RdM 04/2019, 137–138.
- Peter Steiner: Archivierung von Krankengeschichten, ÄrzteWoche [ISSN 1862-7137] Vol. 2019, No. 16 (vom 28.04.2019), 28.
- Peter Steiner: Bindungswirkung von Poolvereinbarungen für künftige Honorarberechtigte? RdM 01/2015, 4–9.
- Peter Steiner, Miriam Mitschka: Die Beistellungs- und Kostentragungspflicht für Arbeitskleidung – Zugleich ein Beitrag zur Risikoverteilung im Arbeitsverhältnis; ZAS 06/2014, 304–311.
- Peter Steiner: Zum verpflichtenden Abschluss von Vereinbarungen nach §§ 6 und 8 Gewebesicherheitsgesetz, RdM 01/2012, 16–19.
- Peter Steiner: Berufungs- und Bleibezusagen im Klinischen Bereich Medizinischer Universitäten, zfhr 2011, Vol.10(2), 55–63.
- Peter Steiner: Rudolf Frhr. Stöger-Steiner v. Steinstätten (1861–1921) – Zur 150. Wiederkehr des Geburtstages von Österreich-Ungarns letztem Kriegsminister, PALLASCH, Vol. 2011, No. 40 (2011), 121–130.
- Peter Steiner: Zum Versorgungsauftrag öffentlicher Krankenanstalten, RdM 6/2010, 164–169.
- Peter Steiner: Das sog. „Öffentlichkeitsrecht“ im Krankenanstaltenrecht, RdM 02/2009, 89–93.
- Peter Steiner: Zur Kostenerstattung für wissenschaftliche Arbeiten im Auftrag Dritter, zfhr 2008, Vol.7(1), 1–5.
- Peter Steiner: Konsiliararzt und Sozialversicherung, ZAS 5/2007, 202–206.
- Peter Steiner: Zur sozialversicherungsrechtlichen Behandlung von Gastärzten und Gastpsychologen, RdM 4/2007, 108–113.
- Peter Steiner: Drittmitteleinwerbung im Krankenhaus – Ein Überblick zur Aktuellen Rechtslage, RdM 5/2005, 132–139.
- Peter Steiner: Dolmetschkosten im Krankenhaus – Wer ist zur Zahlung verpflichtet? RdM 4/2005, 110–113.
- Peter Steiner: Arzthonorar in der Sonderklasse. Zivil- und arbeitsrechtliche Aspekte der Sonderklassegebühren in öffentlichen Krankenanstalten, Wien 2004, ISBN 3-7007-3049-7.
- Peter Steiner: Verteuerung des Gesundheitswesens infolge Neufassung des § 150 Abs 1 ASVG – eine Entgegnung, RdM 4/2003, 111–115.
- Peter Steiner: Zu den rechtlichen Rahmenbedingungen der Forschung an Humansubstanzen, RdM 6/2002, 173–178.
- Peter Steiner, Ingomar Marwieser: Das österreichische Kardiotechnikergesetz, Wien 2002, ISBN 3-85131-151-5.
- Peter Steiner: Krankenanstaltenrechtliche Bewilligung als abnutzbarer Teil des Firmenwerts? SWK 32/2001, 1251–1256, 773–778.
- Peter Steiner, Ingomar Marwieser: Ist bei Verlegung psychiatrischer PatientInnen in eine andere Krankenanstalt eine Bescheinigung gem § 8 UbG erforderlich? ÖAnwBl 4/2001, 191–194.
- Ingomar Marwieser, Steiner Peter: Gaswirtschaftsgesetz, Wien 2001, ISBN 3-7046-1725-3.
- Klaus Schwaighofer, Peter Steiner: Die Anzeigepflicht der Ärzte und Rechtsträger von Krankenanstalten, RdM 2/2000, 45–49.
- Bernhard Eccher, Peter Steiner: Privat- und Sonderklassehonorare an öffentlichen Krankenanstalten aus zivilrechtlicher Sicht, RdM 5/2000, 140–145.
- Klaus Schwaighofer, Peter Steiner: Strafrechtliche Überlegungen zur Einhebung von Arzthonoraren an öffentlichen Krankenanstalten, RdM 1/1999, 8–11.
- Peter Steiner: Physiotherapeutische Einrichtungen unter ärztlicher Leitung – ein Konfliktpotential? RdM 2/1999, 55–57.
- Peter Steiner: Zum Problem der Patientenübergabe zwischen Rettung und Krankenhaus, ZVR 3/1999, 74–76.
- Peter Steiner: Rechtsanspruch auf Auftragserteilung für den Gewinner eines Architektenwettbewerbes? RdW 8/1999, 513–516.
- Peter Steiner, Gerald Fleisch: Werbeverbot für Krankenanstalten? RdM 1/1998, 10–14.
- Peter Steiner: Zur inhaltlichen Unterscheidung zwischen Belegarzt und Konsiliararzt, RdM 3/1998, 70–75.
- Peter Steiner, Gerald Fleisch: Kürzt das Skonto von Bauleistungen das Architektenhonorar? RdW 4/1998, 184–186.
- Peter Steiner: Das VBG 1948 als lex contractus – eine Fußangel für den Dienstgeber? ASoK 7/1998, 236–239.
- Peter Steiner, Gerald Fleisch: Die Legalzession im Krankenanstaltenrecht, ÖAnwBl 10/1998, 614–618.
- Peter Steiner: Zur Aufsichtsratspflicht bei GmbH's der öffentlichen Hand, GesRZ 1/1997, 33–38.
- Peter Steiner: Zur Haftung des Aufsichtsrates, GesRZ 4/1997, 248–252.
- Wolfgang Reitsamer, Peter Steiner: Die Redepflicht des Abschlußprüfers gem § 273 Abs 2 HGB, ecolex 3/1997, 161–164.
- Peter Steiner, Gerald Fleisch: Zur Frage des Hausrechts in Krankenanstalten, RdM 5/1997, 141–144.
- Peter Steiner, Gerald Fleisch: Ärztliche Substitutionsbefugnis, ÖAnwBl 10/1997, 702–706.
- Peter Steiner, Gerald Fleisch: Der „kleine“ Kommerzialrat und die Ungleichbehandlung in der österreichischen Laiengerichtsbarkeit, ÖNZ 6/1997, 175–179.
- Walter Barfuß, Peter Steiner: Zu den Dienstpflichten der Klinikvorstände, RdM 1/1996, 12–19.
- Peter Steiner: Die Blutabnahme in Vollziehung straßenpolizeilicher Vorschriften, RdM 5/1996, 139–145.
- Peter Steiner: Zur Einbeziehung von Arzthonoraren in die Bemessungsgrundlage für den Abfertigungsanspruch, RdM 6/1996, 165–167
- Peter Steiner: Löst der Bezug von Arzthonoraren bei einem anstaltsbediensteten Arzt einen Pensionsanspruch aus? RdM 6/1995, 126–130.
- Peter Steiner, Mathias Kapferer: Zur Unterbringung geistig abnormer Rechtsbrecher, RdM 5/1995, 104–107.
- Peter Steiner: Die abgabenrechtliche Behandlung der Honorare anstaltsbediensteter Ärzte, ÖStZ 5/1992, 76–79.